# جزیره گودناف
جزیره گودناف (به لاتین: Goodenough Island) یک جزیره در پاپوآ گینه نو است که در استان خلیج میلنه واقع شده‌است. جزیره گودناف ۲۰٬۸۱۴ نفر جمعیت دارد و ۲٬۵۳۶ متر بالاتر از سطح دریا واقع شده‌است.